# Store Middelgrund
Store Middelgrund este o arie protejată (arie specială de conservare — SAC, sit de importanță comunitară — SCI) din Danemarca întinsă pe o suprafață de 2.137 ha, integral marine.

## Localizare
Centrul sitului Store Middelgrund este situat la coordonatele 0°N 0°E / 0°N 0°E.

## Înființare
Situl Store Middelgrund a fost declarat sit de importanță comunitară în mai 1995 pentru a proteja 2 specii de animale. Situl a fost protejat și ca arie specială de conservare în decembrie 2011.

## Biodiversitate
Situată în ecoregiunile continentală și marină Atlantică, aria protejată conține 3 habitate naturale: Bancuri de nisip acoperite în permanență slab de apă marină, Recifuri, Structuri submarine provocate de scurgeri de gaze.
La baza desemnării sitului se află mai multe specii protejate de  mamifere (2): focă obișnuită (Phoca vitulina), marsuin (Phocoena phocoena).